# Anticharis scoparia
Anticharis scoparia là một loài thực vật có hoa trong họ Huyền sâm. Loài này được (E.Mey. ex Benth.) Hiern ex Schinz mô tả khoa học đầu tiên năm 1890.